# Commissione della gestione del Consiglio degli Stati
La  Commissione della gestione del Consiglio degli Stati CdG-S (in tedesco Geschäftsprüfungskommission des Ständerates GPK-S, in francese Commission de gestion du Conseil des Etats CdG-S, in romancio Cumissiuns da gestiun dal Cussegl dals chantuns CdG-S) è una commissione di vigilanza del Consiglio degli Stati della Confederazione elvetica. È composta da 13 membri, di cui un presidente e un vicepresidente.

## Funzione
La commissione è una commissione di vigilanza, e perciò si occupa di controllare la gestione del Consiglio federale, dell'Amministrazione federale e degli altri enti incaricati di compiti federali. A questo scopo, dispone delle seguenti facoltà:
- Condurre ispezioni
- Incaricare il Controllo parlamentare dell'amministrazione (CPA) di effettuare valutazioni
- Verificare i rapporti annuali di gestione delle amministrazioni federali, ad esempio del Consiglio federale e del Tribunale federale
- Trattare i rapporti che devono essere loro presentati dal Consiglio federale, dei dipartimenti e da altri uffici
- Effettuare sopralluoghi presso autorità e servizi della Confederazione
- Trattare le domande di vigilanza presentate da terzi
- Formulare raccomandazioni al Consiglio federale, ai dipartimenti, ai tribunali e alle autorità di vigilanza
- Verificare l'attuazione delle raccomandazioni precedentemente formulate